# Hrvatska abeceda
Hrvatska abeceda ili gajica, jedna je od mnogih koje se temelje na latiničnome pismu i prema prva četiri slova toga pisma (a, be, ce, de) zovu abecedom. Abeceda se razlikuje od jezika do jezika, koji imaju i drukčiji red slova, zato govorimo o posebnoj abecedi hrvatskoga jezika.  Osim hrvatskoga, ovo pismo koriste i srpski, bošnjački i crnogorski jezik, a inačice ove abecede koriste slovenski jezik te transliteracija makedonskog jezika.
Hrvatska abeceda ima sljedeći slovored:
- (čitamo: a)
- (čitamo: be)
- (čitamo: ce)
- (čitamo: če)
- (čitamo: će)
- (čitamo: de)
- (čitamo: dže)
- (čitamo: đe)
- (čitamo: e)
- (čitamo: ef)
- (čitamo: ge)
- (čitamo: ha)
- (čitamo: i)
- (čitamo: je)
- (čitamo: ka)
- (čitamo: el)
- (čitamo: elj)
- (čitamo: em)
- (čitamo: en)
- (čitamo: enj)
- (čitamo: o)
- (čitamo: pe)
- (čitamo: er)
- (čitamo: es)
- (čitamo: eš)
- (čitamo: te)
- (čitamo: u)
- (čitamo: ve)
- (čitamo: ze)
- (čitamo: že)

To su ujedno i nazivi velikih i malih, tiskanih i pisanih slova hrvatske abecede.
Od 30 slova u hrvatskome jeziku 27 ih se piše pomoću jednoga znaka (jednoslovi), a 3 pomoću dva znaka (dvoslovi) i to dže, elj i enj. Dvoslovi imaju dva velika oblika: Dž i DŽ, Lj i LJ, Nj i NJ. Prvi se rabi kad se samo prvo slovo u riječi piše veliko, drugi kad je cijela riječ napisana velikim slovima (LJERKA, ne LjERKA) te u pisanju složenih kratica. Đuro Daničić predložio je zamjenu dvoslova dj, dž, lj i nj za jednoslove đ, ģ, ļ i ń, prihvaćen je samo đ.
Slova Ww,Yy i Qq u hrvatskom jeziku koriste se samo pri pisanju stranih vlastitih imena i stranih zemljopisnih imena. Izvedenice ovih imenica pišu se standarnom hrvatskom abecedom prema fonološkim pravilima. Tako se naziv pokrajine u Kanadi piše izvorno kao i u francuskom jeziku - Québec, a izvedenice se pišu fonološki - kebeški. Slovo W postoji u nazivu zemlje Wales dok se sve izvedenice ove riječi pišu se slovom V i tako se i izgovaraju (Velšani, Velški jezik). Američki grad piše se prema izvornom engleskom - New York, dok se izvedenice pišu koristeći hrvatsku abecedu - njujorški. U vrlo malenom broju slučajeva ako je izvedenica strane riječi ime ili dio imena nekog pojma izvedenica se piše izvorno kao i u jeziku iz kojeg dolazi na koji se zatim dodaje hrvatski nastavak, ponekad zanemarujući fonološka pravila - npr. Dayton je grad u Americi. Izvedenice riječi Dayton se pišu prema fonološkim pravilima - igrači su igrali utakmicu na dejtonskom stadionu. Ali u Daytonu je potpisan sporazum nazvan Daytonski sporazum.
Područjem abecede, u užem smislu, bave se jezikoslovci koji proučavaju pravopis, a u širem smislu i oni koji proučavaju pravogovor.

## Povijest nastanka hrvatske abecede
Hrvatska abeceda nazvana još i hrvatska latinica (posebno prilagođeno latinično pismo namijenjeno za pisanje hrvatskog jezika) te gajica po njezinome reformatoru Ljudevitu Gaju. Po uzoru na češku latinicu Ljudevit Gaj je u hrvatsku latinicu uvrstio slova C, S, Z i Č, Š, Ž. Preuzeo je također iz češkog Ň te slovačkog Ľ koja su kasnije zamijenjena s NJ i LJ, po uzoru na mađarske NY i LY. Pored toga je uvidio glas za posebno slovo Ǧ koje je kasnije zamijenjeno u DŽ po uzoru na poljski, mađarski, slovački, pa i češki na početku riječi (inače se piše kao č). Češko slovo Ť Gaj je još na početku zamijenio s TJ no malo kasnije je namijesto toga počeo rabiti slovo Ć. Umjesto češkoga Ď koje je Gaj prepoznao kao slovo između DJ i GJ, još 1892. godine srbijanski jezikoslovac Đuro Daničić zamjenjuje za slovo Đ koje se također i danas rabi u hrvatskoj abecedi. Glede toga kako hrvatski jezik ima različit glas jata (ije, i, e ) za jedinstveno slovo umjesto navedenih glasova Ljudevit Gaj je po uzoru na svog prethodnika Ivana Belostenca namjeravao je uvrstiti slovo Ě, ali većina to slovo nije prihvaćala nazivajući ga podrugljivo "rogato E". Hrvatski preporoditelj Ljudevit Gaj (1809.—1872.) 1830. godine objavljuje u Budimu (Budimpešta) reformiranu hrvatsku abecedu u knjižici Kratka osnova horvatsko-slavenskog pravopisanja poleg mudroljubneh, narodneh i prigospodarneh temeljov i zrokov.